# Зуи (Чад)
Зуи (фр. Zouï) — деревня в Чаде, расположенная на территории региона Тибести. Входит в состав департамента Восточное Тибести. Население составляют представители субэтнической группы теда народа тубу.

## География
Деревня находится в северо-западной части Чада, в центральной части плоскогорья Тибести, на высоте 1020 метров над уровнем моря.
Зуи расположен на расстоянии приблизительно 1039 километров к северо-северо-востоку (NNE) от столицы страны Нджамены. Ближайшие населённые пункты: Селей, Йодохи, Сердеге, Доге, Бардаи, Юрюр, Осуни.

## Климат
Климат Осуни характеризуется как аридный жаркий (BWh в классификации климатов Кёппена). Уровень атмосферных осадков, выпадающих в течение года крайне низок (среднегодовое количество — 15 мм). Средняя годовая температура воздуха составляет 21,8 °C. Средняя температура самого холодного месяца (января) составляет 11,8 °С, самого жаркого месяца (июня) — 29 °С..

## История
В деревне были найдены одни из старейших в Чаде следов обработки железа (остатки печей, шлак), которые датируются (радиоуглеродным методом) периодом около 115 годом до н. э.

## Транспорт
Ближайший аэропорт расположен в городе Бардаи.